# Liviana
La liviana est un palo (style de chant) du flamenco.

## Présentation
Elle serait dérivée de la seguiriya, chantée de la forme la plus légère qui soit, sans doute en raison de sa forme littéraire, identique à celui de la seguidilla castillane.
Cependant, certains estiment que l'adoption des formes de la seguiriya est postérieur à l'existence de la liviana, pratiquement à l'époque où lui est ajouté un accompagnement de guitare et qu'elle est adoptée comme palo autonome par les chanteurs professionnels. Selon cette dernière théorie, son origine viendrait des chants champêtres andalous, sans accompagnement, probablement du groupe des "cantes arrieros",
Traditionnellement, la liviana se chantait de concert avec les serranas, bien qu'elle se soit perdue et, depuis le début du XXe siècle, c'est un palo très peu pratiqué, bien qu'il demeure en vigueur. Entre ses interprètes, se distingue Pepe el de la Matrona.